# Penehupifo Pohamba
Penehupifo "Penny" Pohamba (Okatale, Ohangwena Region, 1948) es una educadora, enfermera, matrona y política namibia.  Entre los años 2005 y 2015 fue la segunda primera dama de Namibia.

## Biografía
Tras superar la formación primaria y secundaria en Odibo, un pueblo al norte de Namibia, en la frontera con Angola. Empezó a impartir clases en la escuela diocesana de San George en Windhoek , entre 1956 y 1960. Posteriormente  formó parte del SWAPO, un partido (reconocido desde 1973  por las Naciones-Unidas como el "representante único y auténtico del pueblo namibio"). En 1974, estuvo en  Angola.  Después fue a Zambia, donde estuvo unos meses. Posteriormente fue a Tanzania para seguir una formación médica. En este país también recibió formación militar y trabajó en los campos de refugiados que procedían de Namibia. Estuvo tres años en Jamaica, a fin de aprender el oficio de matrona. Y volvió a  Angola para realizar prácticas médicas, en el seno de su propio pueblo.
En 1982 fue a Alemania del Este para formarse en ciencias políticas,  a fin de prepararse para la independencia de Namibia. En 1983, volvió en Angola, donde ejerció como enfermera y matrona. En 1990  Namibia obtuvo la independencia. El partido SWAPO era mayoritario y sus representantes dirigieron  el país.
En 2006 se presentó en una candidatura y salió elegida como vicepresidenta de la Comunidad desarrolladora de África Austral.  Entre los años 2005 y 2015, como esposa del presidente de Namibia, se convirtió en la segunda, primera dama del país y, aunque con cierta dificultad inicial, se dedicó a empoderar a las mujeres del país. Se movilizó por la erradicación de la violencia contra las mujeres y su inferioridad social. También trabajó el activismo para el apoyo a la salud de las madres y la infancia a fin de reducir las tasas de mortalidad, especialmente en zonas rurales. Asimismo, trabajó en la lucha contra el SIDA. Durante algunos años continuó ejerciendo como enfermera voluntaria. En el año 2016 se retiró de la vida pública.